# Martha-Quadrille
Martha-Quadrille, op. 46, är en kadrilj av Johann Strauss den yngre. Den spelades första gången i januari 1848 i Wien. 

## Historia
Den 25 november 1847 hade Friedrich von Flotows opera Martha premiär på Kärntnertortheater i Wien, där den gjorde stor succé. Inom några dagar sjöngs, spelades och visslades melodierna från operan runt om i huvudstaden. Johann Strauss den äldre skyndade att arrangera de mest slagkraftiga melodierna till en Martha-Quadrille (op. 215) som han dirigerade på Zum Sperl den 18 december 1847 och vars klaverutdrag fanns i handeln redan den 30 december samma år. Medan fadern skördade triumfer med sin kadrilj var sonen Johann Strauss den yngre på en konsertturné nere på Balkanhalvön. Nyheten om operans triumf hade nått honom via hans förläggare H.F. Müller i Wien, ty den 10 januari 1848 kunde tidningen Der Wanderer rapportera: 
"Strauss d.y., som vi hade räknat ut för årets karneval, visar livstecken genom en 'Martha-Quadrille', som kommer finnas tillgänglig hos Müller i Kohlmarkt. Förläggaren skickade operanoterna till honom i Transsylvanien och detta bevisar utmärkt hur stort trycket är efter Strauss d.y:s kompositioner och hur populära hans kadriljer är..."
Strauss kunde endast ha arrangerat sin kadrilj under turnén och det fanns inga möjligheter att han kunde få se faderns version innan han komponerade sin egen. Det är därför remarkabelt att - med ett undantag - Strauss den yngre valde helt olika teman från fadern: temat i figur nr 2 ('Été) är nästan identisk med figur nr 5 ('Pastourelle') i faderns kadrilj. Det faktum att båda Straussarna kunde undvika att kopiera varandras melodier tyder på den mångfald av musikmaterial som finns i Flotows opera. Märkligt nog är operans mest välkända aria, Letze Rose efter den irländska folksången "The Last Rose of Summer", endast citerad hos Strauss den äldre. Det är nog ingen tillfällighet att en aria om sommar förekommer i kadriljfigur nr 2 (som tema 2b) "Été" (= sommar).
Det har inte med exakthet kunnat fastställas vilken datum som Strauss Martha-Quadrille spelades första gången. Enligt en notis i tidningen Allgemeine Theaterzeitung lördagen den 8 januari 1848 "kommer den framföras offentligt under nästa vecka", alltså mellan 9 och 15 januari 1848. Eftersom Strauss och han orkester inte återvände från Balkan förrän i slutet av maj 1848 är det möjligt att det var en av militärorkestrarna i Wien som spelade den första gången. Medan Strauss den yngres version snabbt glömdes bort var fadern mer lyckosam med sin, vilken spelades ofta och länge.

## Om kadriljen
Speltiden är ca 4 minuter och 30 sekunder plus minus några sekunder beroende på dirigentens musikaliska tolkning.

## Weblänkar
- Dynastin Strauss 1848 med kommentarer om Martha-Quadrille.
- Martha-Quadrille i Naxos-utgåvan.